# Schloss Trautenberg

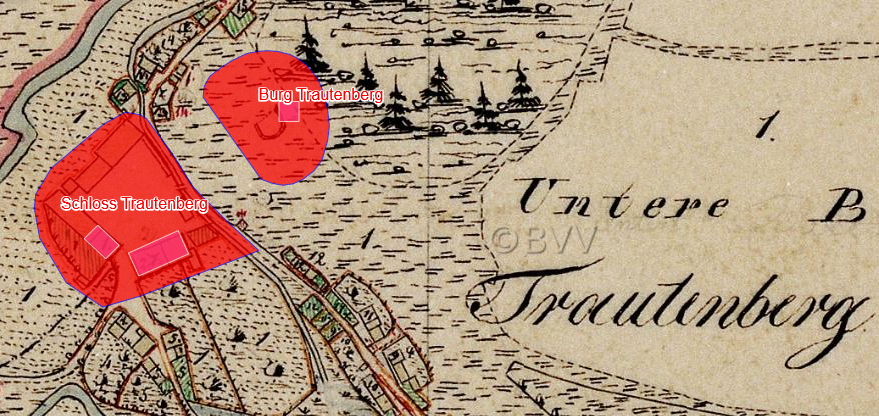
Lageplan von Burg und Schloss Trautenberg auf dem Urkataster von Bayern

Das denkmalgeschützte Schloss Trautenberg befindet sich im gleichnamigen Ortsteil der Oberpfälzer Gemeinde Krummennaab im Landkreis Tirschenreuth (Trautenberg 4 und 5). Die Anlage wird als Bodendenkmal unter der Aktennummer D-3-6138-0096 im Bayernatlas als „archäologische Befunde des Mittelalters und der frühen Neuzeit im Bereich des ehem. Schlosses von Trautenberg, darunter die Spuren von Vorgängerbauten bzw. älterer Bauphasen“ geführt. Ebenso ist sie unter der Aktennummer D-3-77-132-24 als denkmalgeschütztes Baudenkmal von Trautenberg verzeichnet.

## Geschichte
In Trautenberg wird urkundlich erstmals 1244 ein Marquardus de Trutenberg als Zeuge in einer Urkunde der Leuchtenberger genannt, der vielleicht der Erbauer der Burg Trautenberg war. Diese Burg kam um 1599 in die Hände des Hans von der Grün; diese Familie blieb bis 1652 im Besitz von Trautenberg. Das markgräfliche Lehen Trautenberg wird danach dem Hans Heinrich von Rabenstein übergeben. 1690 fällt es an Hans Wilhelm von Hirschberg. Die Hirschberger hatten Trautenberg bis 1840 inne. Es folgten die bürgerlichen Schneid und Schmid. 1890 wurde die Familie der Freiherren von Lindenfels die hiesigen Besitzer.
Die Burg Trautenberg lag auf einem schmalen Felssporn und sie weiter auszubauen war nicht möglich. Deshalb wurde 1608 das Schloss Trautenberg unterhalb der Burg von Hanns Georg von der Grün errichtet. Im 18. und 19. Jahrhundert sowie 1933 erfolgen Aus- und Umbauten.

## Schloss Trautenberg heute
Das Schloss liegt südöstlich des Heinbaches direkt neben der Bahnstrecke Weiden–Oberkotzau. Die Anlage besteht aus dem ehemaligen Schloss und mehreren Ökonomiegebäuden, die lose um einen Innenhof gruppiert sind. Das renovierungsbedürftige Schloss ist ein zweigeschossiger, verputzter Massivbau mit einem Walmdach und einem Zwerchhaus mit stuckiertem Giebel. Im Kern geht es auf das Jahr 1608 zurück. Das heutige Äußere wurde im 18. und 19. Jahrhundert bzw. dann 1933 gestaltet. Vor dem Schloss ist ein begrünter Hofbereich, um den verschiedene Gebäude liegen. Das Ökonomiegebäude ist ein zweigeschossiger, verputzter Massivbau mit einem Satteldach aus dem 18. und 19. Jahrhundert. Darauf befindet sich eine Wappentafel des Vorgängerbaus, bezeichnet mit „1615“ und „1769“, teilweise erneuert 1933.